# 庶妃鈕祜祿氏 (清聖祖)
庶妃鈕祜祿氏，名為薩爾丹。員外郎晉寶之女，清朝康熙帝之庶妃。

## 生平
鈕祜祿氏的出生時間不詳，出身於東北內務府，其父晉寶曾被流放。康熙三十九年五月初二日，總管內務府大臣海拉蓀等看後帶來之盛京女子七位、易州女子一位、烏喇女子三位，共女子十一位，各自繕寫綠頭牌後呈進選看。得旨：「晉寶之女薩爾丹、牛鈕之女牡丹珠、穆克登之女烏哩、滿達爾漢之女圖倫珠、璜鑒之女烏庫瑚，著挑選吉日，將此五位女子送入宮中。晉寶之女既將入宮，其處無人看顧。晉寶遭發遣並非大罪，著將其帶回，令其照料其女。若有隨行發遣之親屬，亦著帶回」。目前並不清楚她入宮後，是否充任過官女子，以及是在何時被康熙帝收為後宮主位。康熙四十六年，康熙帝位下有大答應十人，鈕祜祿氏或已在其中。康熙四十七年（1708年）十一月初九日，生康熙帝第二十女（同年十二月夭折）。